# Круговое депо (Москва)
Кру́говое депо́ Николаевской железной дороги — одно из старейших в России локомотивных депо. Памятник культурного наследия, входящий в ансамбль зданий Николаевского (Ленинградского) вокзала на Комсомольской площади (историческая территория, ограниченная Камер-Коллежским валом). По состоянию на 2013 год, демонтированы 9 из 22 секций здания депо, а исторический облик здания утрачен. Проведены работы по реконструкции депо, по состоянию на начало сентября [уточнить] 2018 года здание открыто, в нём устраивали цветочную ярмарку. С 15 февраля 2019 года в здании располагается книжный клуб "Депо".

## Архитектура

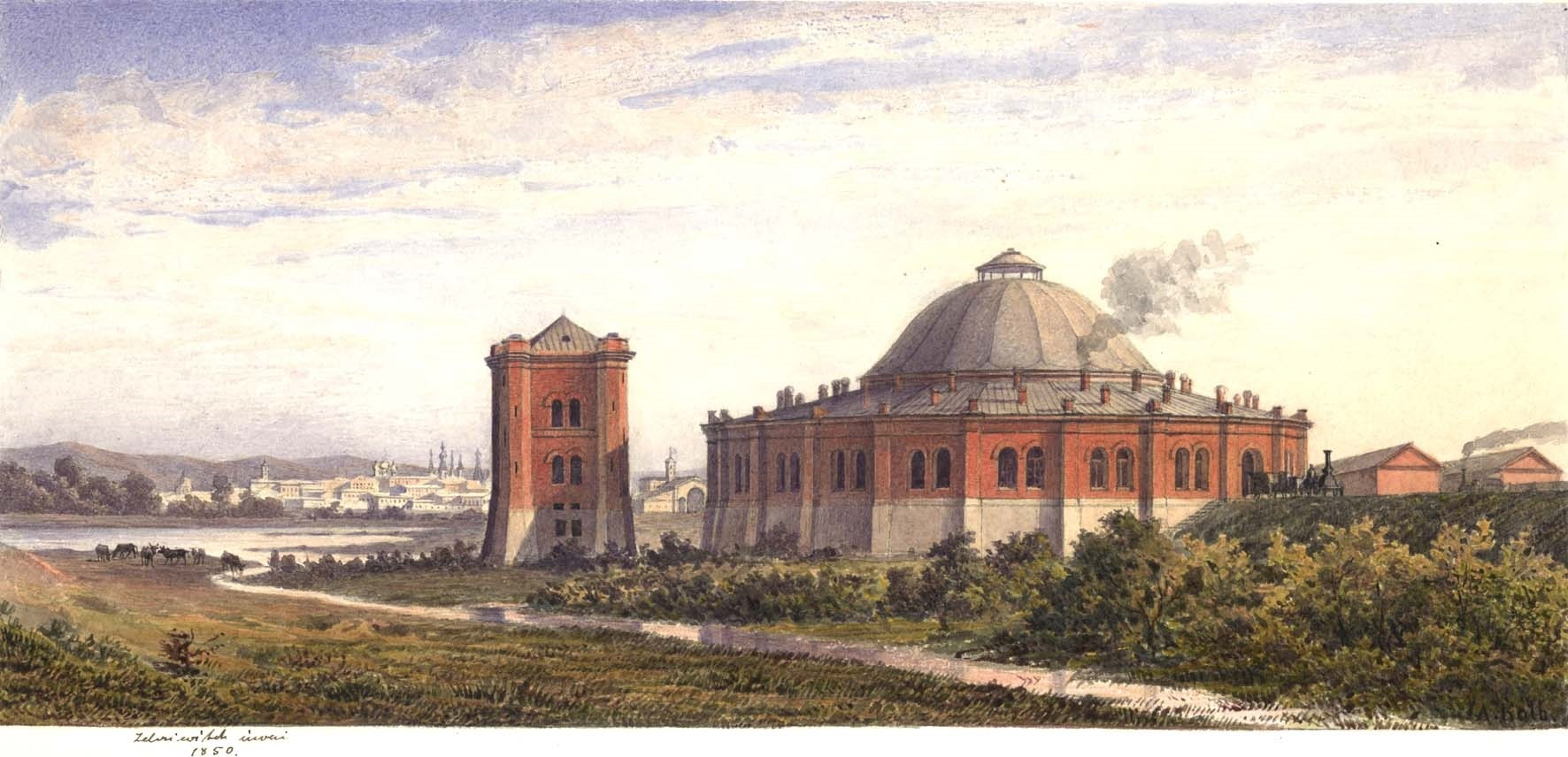
Круговое локомотивное депо Николаевской железной дороги. 1850-е.

Депо выстроено в формах эклектики с преобладанием черт позднего классицизма в соответствии с распространенной в то время в Америке круглой схемой (круглое депо). Яркое и выразительное паровозное здание, увенчанное металлическим куполом, было градостроительной доминантой не только станционного ансамбля, но и всей окружающей местности. Это впечатление усиливало водоёмное здание. Завершала картину часовая башня на здании вокзала. В настоящее время бо́льшая часть исторического облика здания утрачена, после реконструкции в здании размещён цветочный рынок.
Из девяти исторических депо шесть разрушены на 50% и более. Полностью сохранившимися являются депо в Санкт-Петербурге, Окуловке и Твери.

## Проектирование

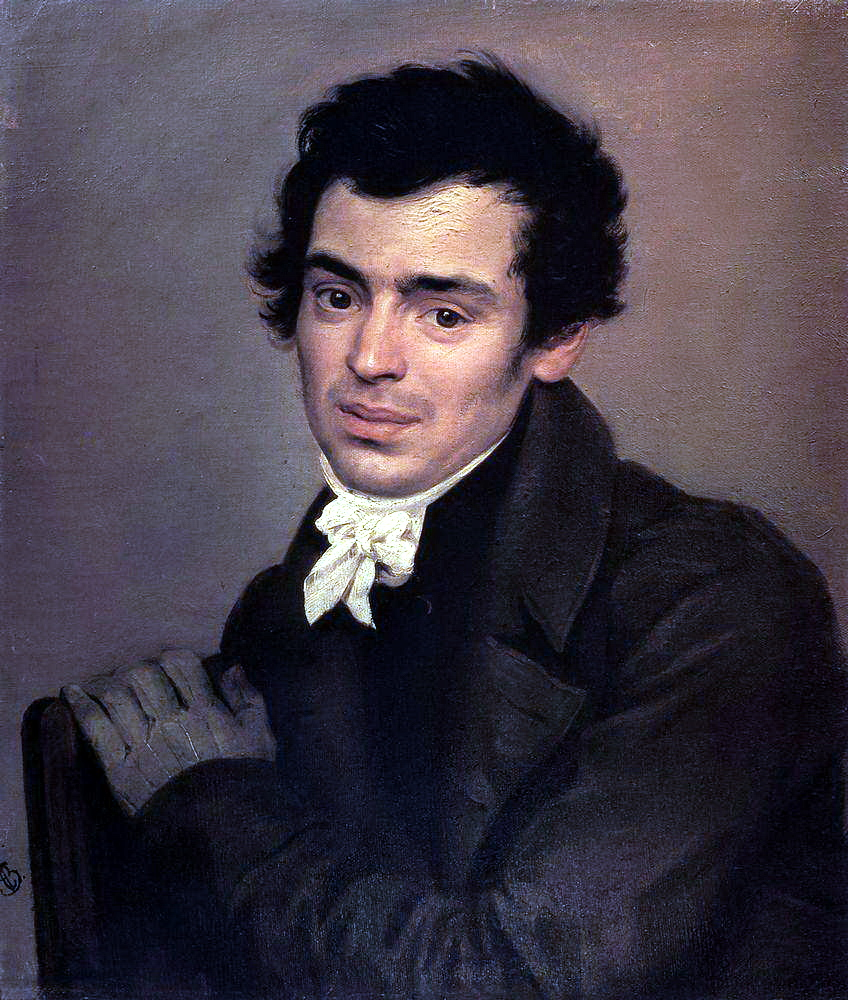
Константин Тон. 1820-е годы. Портрет работы Карла Брюллова

Круговое депо строилось в 1846 — 1851 годах. Всего на линии Петербург — Москва было построено девять «круглых зданий для хранения локомотивной машины». Московская станция, в отличие от остальных, располагалась вблизи водоёма — Красного пруда, причём паровозное депо стояло на самом его берегу, что вызвало серьёзные изменения в проекте по сравнению с типовым решением. Здание было поднято на высокое основание, механические мастерские строились отдельно, поэтому депо имело форму простого круга. Рядом с депо, также по индивидуальному проекту, было построено водоёмное здание, архитектура которого ассоциировалась с крепостной башней.
О расположении мастерских при московском паровозном здании сам автор его проекта – архитектор К. А. Тон в письме графу П. А. Клейнмихелю, одному из руководителей строительства дороги:
«При пассажирской станции Санкт-Петербурго-Московской железной дороги в Москве назначено построить локомотивное здание с мастерскими согласно Высочайше утверждённому 16 июня 1845 года проекту. Но как назначенная под постройку сию местность гораздо ниже насыпи полотна железной дороги, посему оказывается необходимым фундамент для сего сделать высотою 11 аршин, а потому считаю нужным приказать приступить к возведению круглого здания на предназначенном для него месте, но не строить при оном мастерских, как сие по утверждённому проекту для столичных станций назначено, для сокращения издержки, которая бы потребовалась на возведение столь значительной высоты фундамента под сии мастерские, если их строить в соединении с круглым зданием, а избрать другое удобное место под постройку оных и представить их проект».
Поэтому мастерские были отделены от основного объёма депо и вынесены далеко за его пределы — в ту часть территории, где сейчас располагается вагонный участок. Впоследствии они вошли в состав новых зданий этого участка, построенных в конце XIX века, и сейчас практически не просматриваются. Таким образом, паровозное депо в Москве не имело пристройки для размещения мастерских и в плане представляло собой просто круглое здание.
Отсутствие корпуса для мастерских в комплексе паровозного депо означало и отсутствие необходимости въезда в них. Поэтому на месте путей, предназначенных для въезда в мастерские, были устроены ещё два стойла для паровозов. Общее число стойл в московском паровозном депо составило 20 против 18 у остальных деповских зданий.

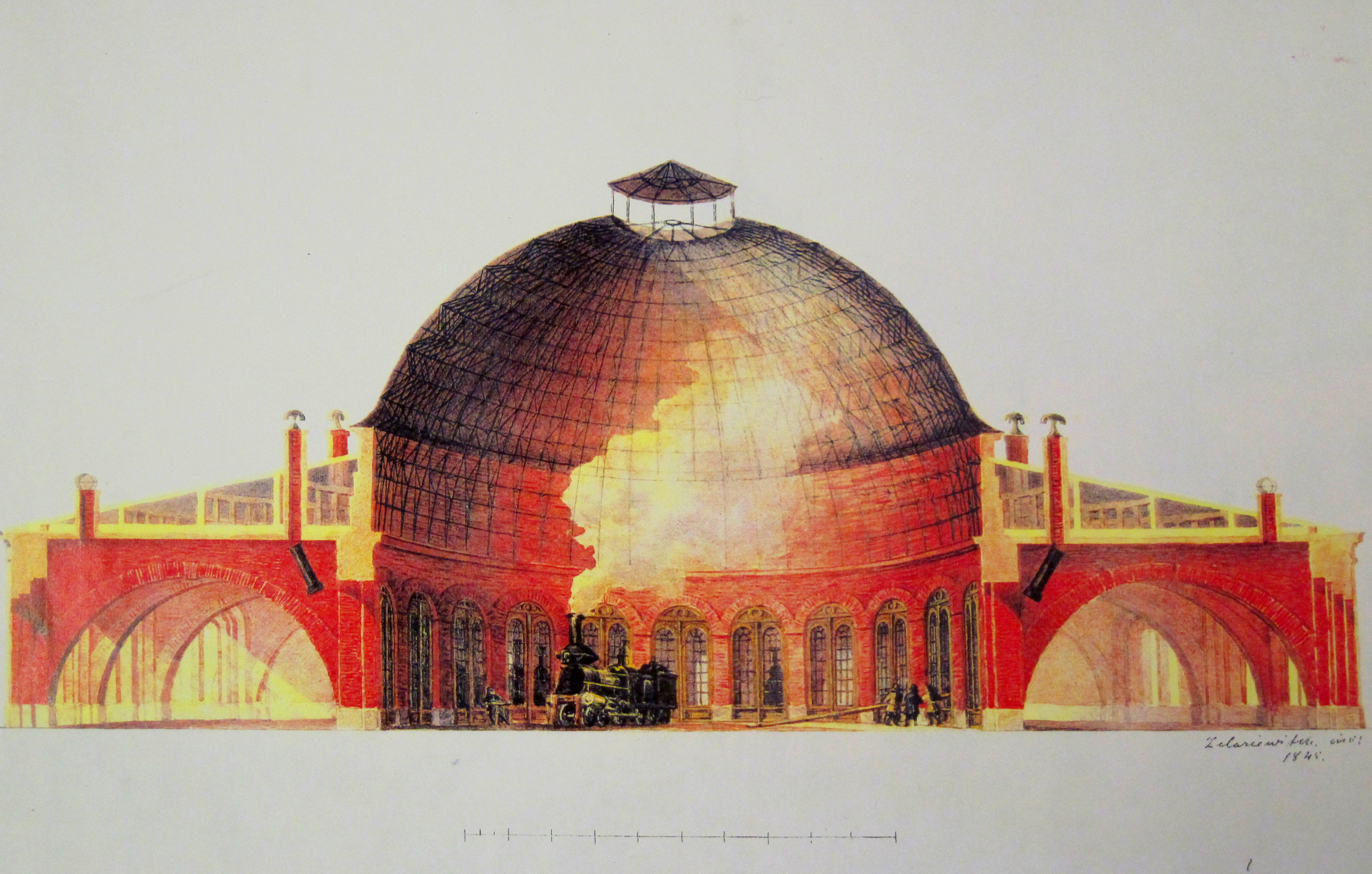
Разрез Круглого депо. 1840-е.

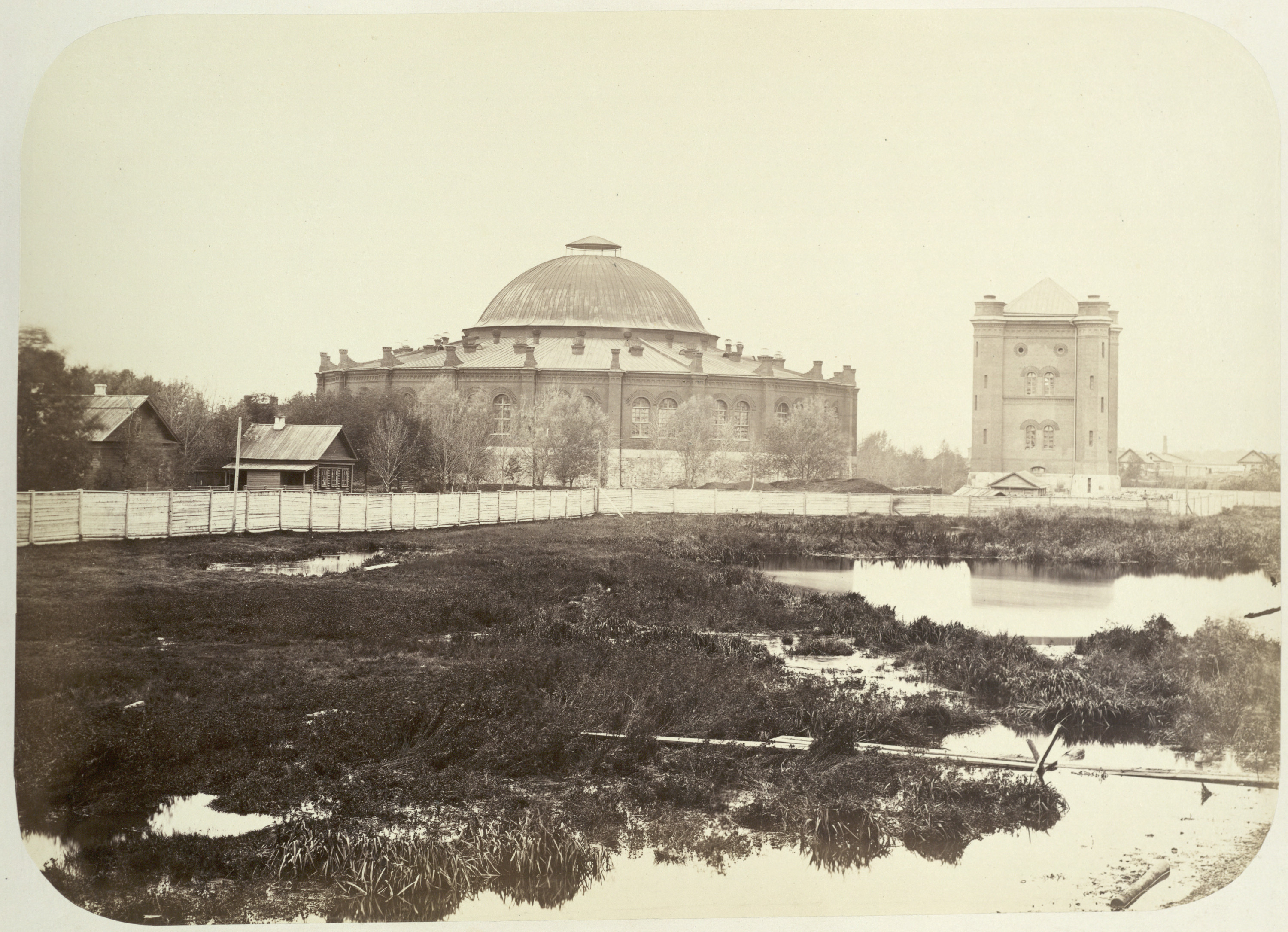
Круговое депо в 1860-е годы.

Основание под паровозным депо имело кольцевую форму, а в середине было просто засыпано землёй, несмотря имевшуюся на возможность устройства в нём подвалов со сводчатыми перекрытиями. Снова обратимся к письму К. А. Тона:
«По представленным … плану и разрезу, составленным согласно утверждённому чертежу, с отменою мастерских, полагается фундамент засыпать наравне с отметкою дороги, хотя и представляется возможность воспользоваться сим фундаментом и устроить под строением кладовые и другие хозяйственные помещения, которые бы имели внутри высоту до пяти аршин. Но как для сего нужно сделать своды значительной толщины, это с отделкою может обойтись <дороже>, чем предполагаемая засыпка, а потому считаю выгоднее отклониться от устройства сих помещений. При таковом устройстве фундамента необходимо нужно для большей устойчивости столбы между воротами наружных стен сделать несколько толще, нежели таковые назначены по утверждённому проекту…».
Кроме этого, К. А. Тон предполагал внести в проект круглого паровозного здания ещё несколько менее важных изменений:
«Осмеливаюсь предложить… в сводах каждой части, где будут стоять локомотивы, сделать две трубы: одну среднюю для очищения воздуха, а другую для выхода дыма от приготовляемых к поезду локомотивов, и внутри кругом стен устроить ход под куполом для осмотра исправности оного, который обойдётся до трёхсот рублей серебром».
Инженер Уистлер в ответ на предложения К. А. Тона в своём рапорте Главноуправляющему путями сообщения и публичными зданиями графу Клейнмихелю от 24 января 1847 года тоже отмечает предпочтительность засыпки фундамента здания:
«Рассмотрев … проект архитектора Тона для локомотивного здания в Москве, я согласен с ним в том, что вместо устройства сводов между стыками фундамента, следует предпочесть наполнение сих пространств землёю, потому что нижний этаж был бы бесполезен, и устройство сводов требовало бы лишних издержек». «Что касается устройств труб, то оные были предположены в утверждённом проекте и необходимо нужны».
Однако галереи вокруг купола он не находит необходимыми «единственно по причине излишних издержек на оную потребность».
Впоследствии при постройке здания в стойлах для размещения паровозов были установлены по две дымовых трубы, как и предлагал К. А. Тон, а от галереи под куполом было решено отказаться. 
Подряд на постройку локомотивного здания при московской станции был передан коммерческому советнику Терлецкому 29 июля 1846 года.

## Современное состояние
До 1995 года депо находилось в ведении Министерства путей сообщения, затем перешло в собственность частных владельцев и в 2011 году было выкуплено ОАО «РЖД». По состоянию на начало 2013 года, здание депо имело следующие отличия от оригинального проекта:
- демонтированы купол и поворотный механизм;
- облик здания искажён позднейшими пристройками советского периода;
- надстроен 3-й этаж;
- по внутреннему периметру здания устроена металлическая галерея и лестницы на кирпичных колоннах;
- большинство арок заложено, на их месте устроены плоские перекрытия;
- фундамент здания просел;
- в ограждающих стенах пробиты дополнительные проёмы;
- многие своды разобраны и заменены на плоские перекрытия;
- кирпичный декор срублен.

В связи со строительством IV главного пути на участке Москва-Пасс. — Крюково Октябрьской железной дороги Круговое депо подлежало сносу. По словам президента ОАО «РЖД» В. И. Якунина, «здание Кругового депо является „новоделом“, не имеющим культурной и исторической ценности», и должно было быть снесено по достижении соответствующей договоренности с Москомнаследия
Благодаря усилиям активистов, после оперативного проведения экспертизы А. Л. Баталовым памятник получил статус выявленного объекта культурного наследия. По словам эксперта, «сооружение понесло некоторые потери из-за варварского обращения в советское время». Высказана идея создания в депо музея железнодорожного транспорта (обычное назначение подобных депо в Европе).
ОАО «РЖД» отказалось от полного сноса здания, по его заказу был разработан проект его реставрации и приспособления к современному использованию, согласно которому намечены следующие мероприятия:
- демонтаж 9 из 22 паровозных стойл (на их месте прокладывается новый железнодорожный путь для электропоездов);
- демонтаж дисгармоничных пристроек XX века и существующих инженерных систем;
- расчистка и восстановление оригинального цоколя, системы концентрических стен и радиальных перегородок, арочных проёмов, сводов, пилонов, карнизов, опорных блоков, элементов кирпичного декора;
- воссоздание металлического купола.

Проект был одобрен государственной и историко-культурной экспертизой и утвержден Мосгорнаследием. Рассматривались и другие варианты реставрации здания, в частности его подъём на железобетонный подиум с прохождением под ним поездов и перемещение здания в сторону от проектируемых путей, но все они были признаны не соответствующими действующим нормативам, дорогостоящими и опасными для состояния здания".
28 мая 2013 года начался снос 9 из 22 секций Кругового депо. На следующий день прокуратура приостановила снос до 31 мая и начала проверку, но уже 30 мая снос возобновили. В сентябре 2013 года суд отклонил иск активистов о незаконности проекта реконструкции депо.
С 2013 года внутренний двор здания перекрыт крышей. Часть сектора кольца, выходящая к железнодорожным путям — снесена. Штукатурка со стен здания удалена.
К октябрю 2016 года закончены наружные работы, начат разбор ограждений стройплощадки. К началу сентября 2018 года работы по реконструкции закончены, в здании открылась цветочная ярмарка. С 15 февраля 2019 года в здании располагается книжный клуб «Депо».

## Галерея

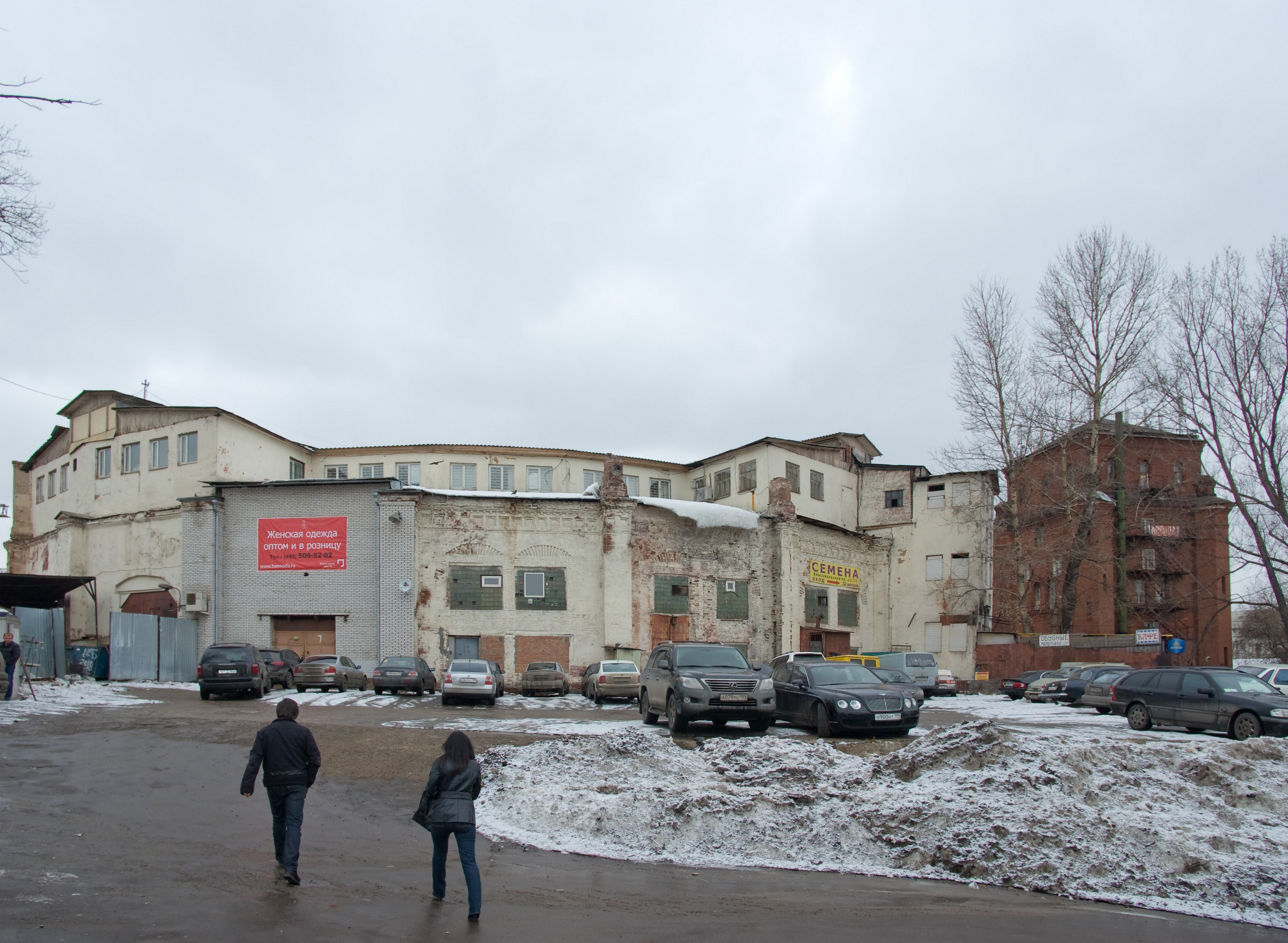
Общий вид со стороны Ленинградского вокзала, 2011.
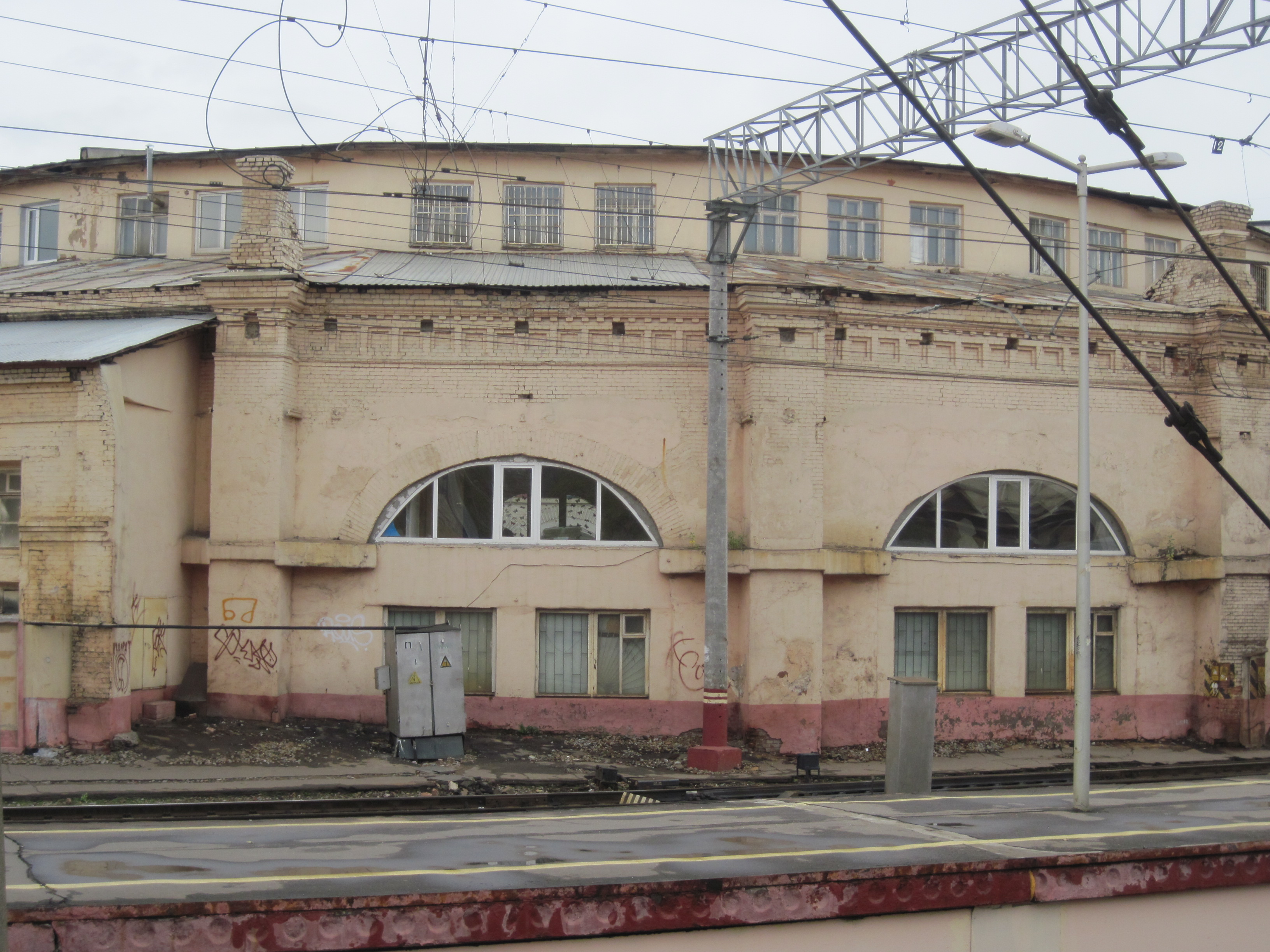
Фрагмент фасада Кругового депо, вид с платформ дальнего следования, 2011.
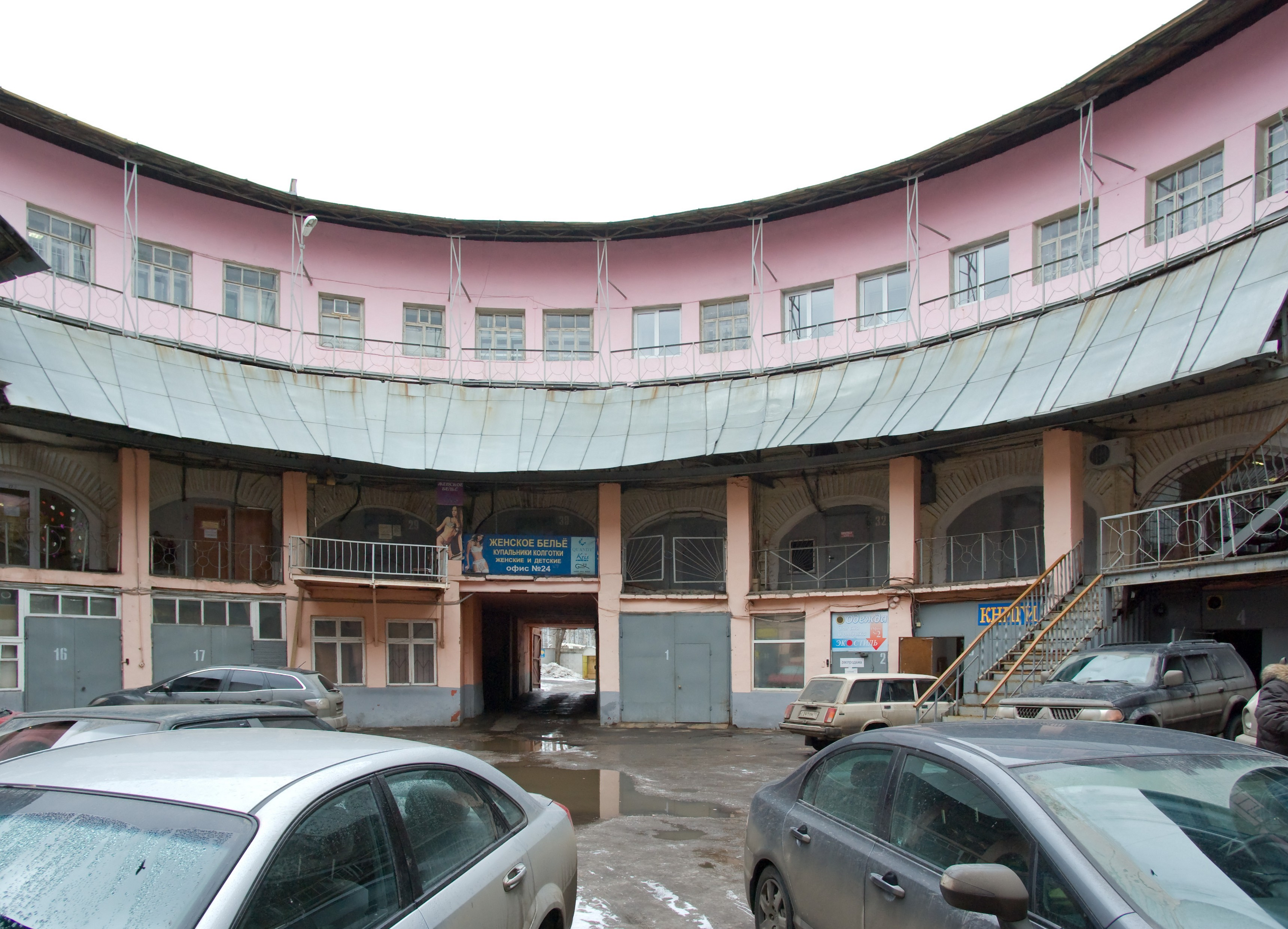
Внутренний двор, 2011.
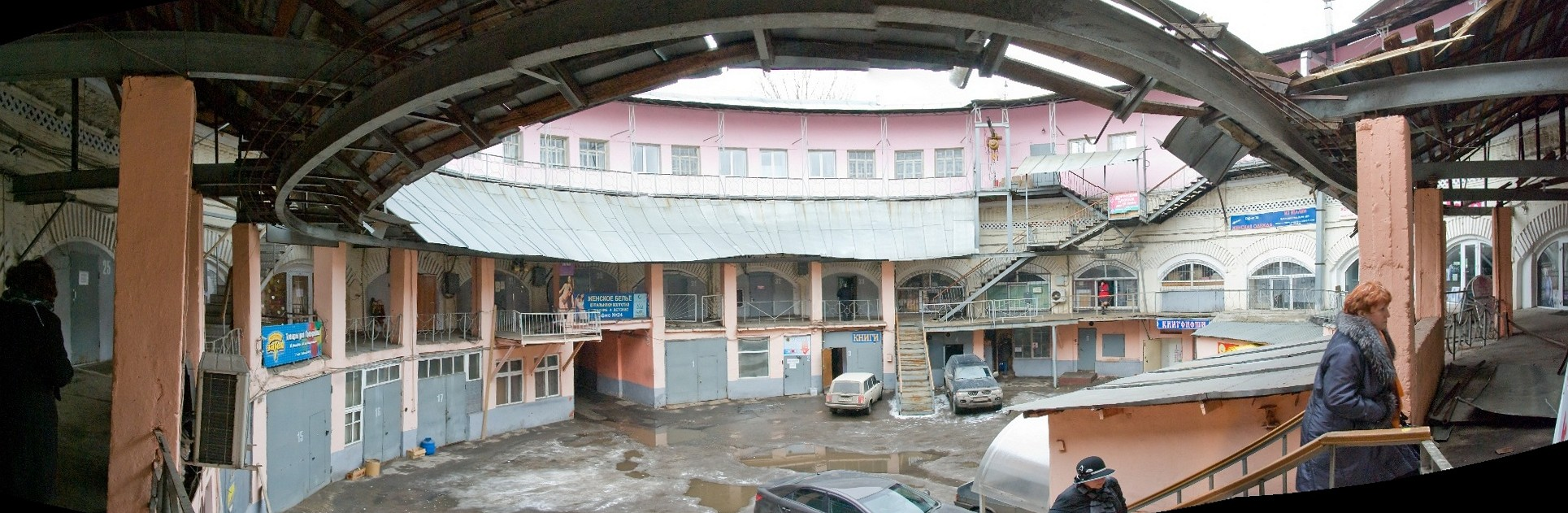
Панорамный вид на внутренний двор со 2 яруса, 2011.
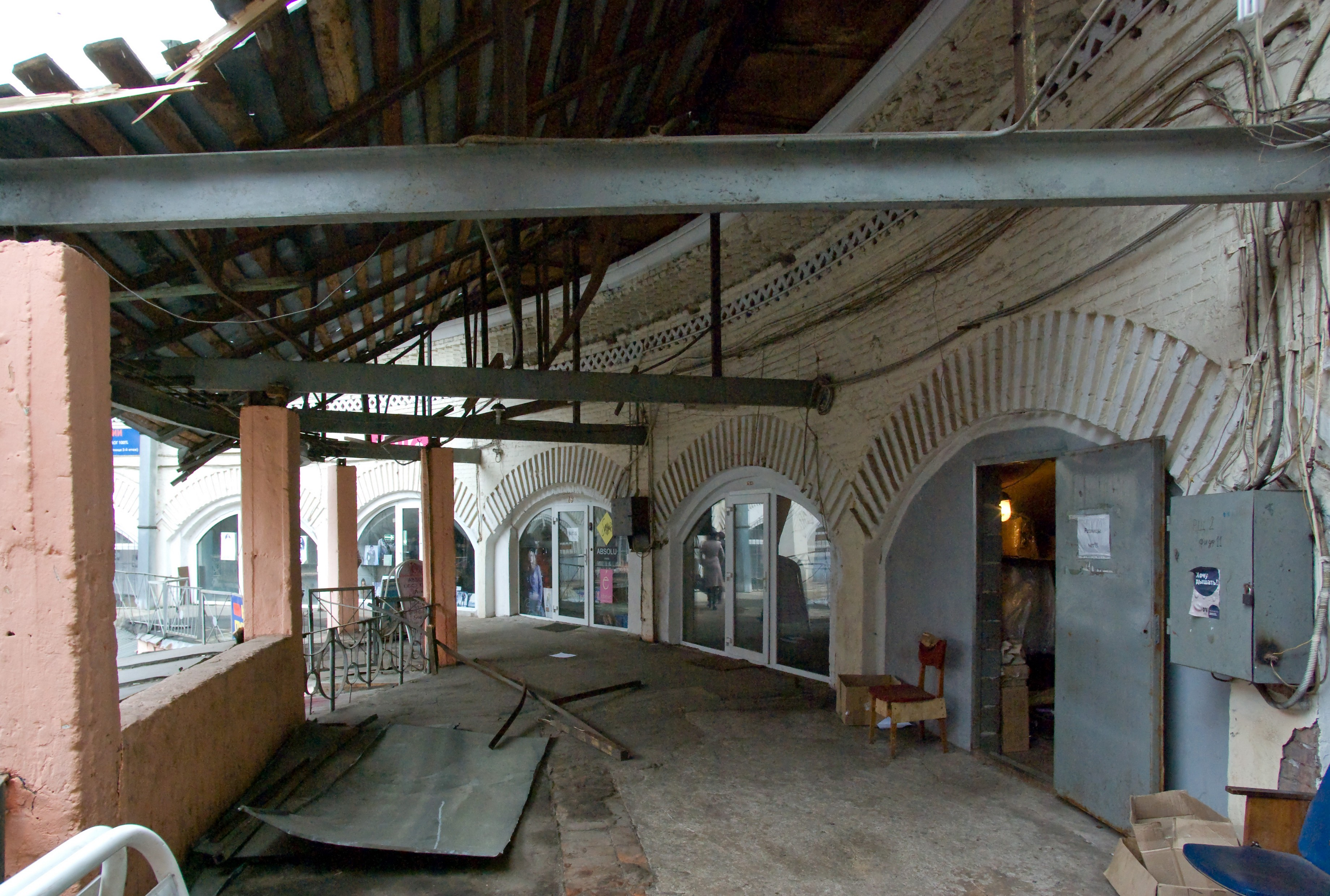
Детали кирпичной кладки, 2011.
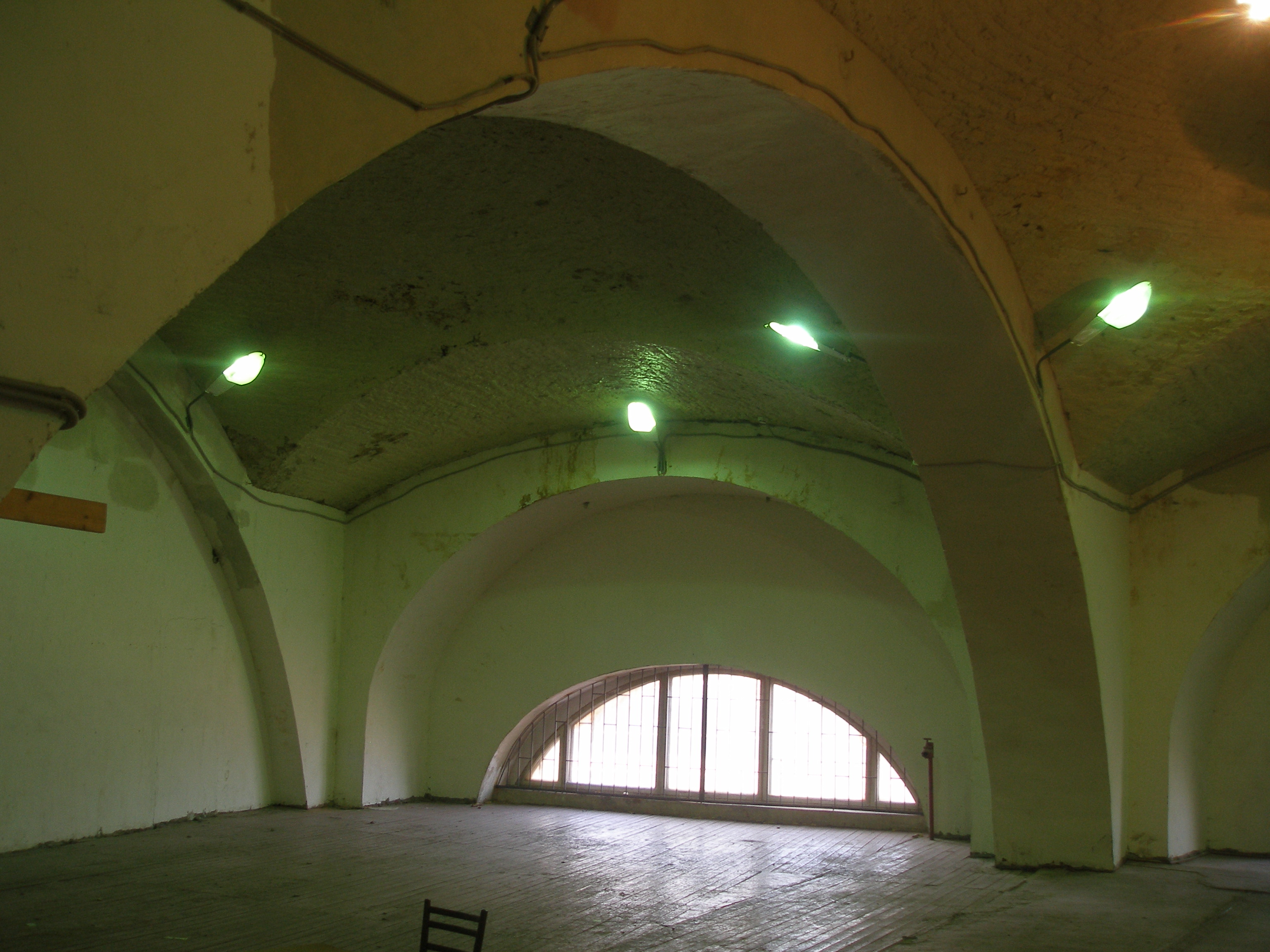
Сохранившиеся своды Круглого депо на втором этаже 2009.
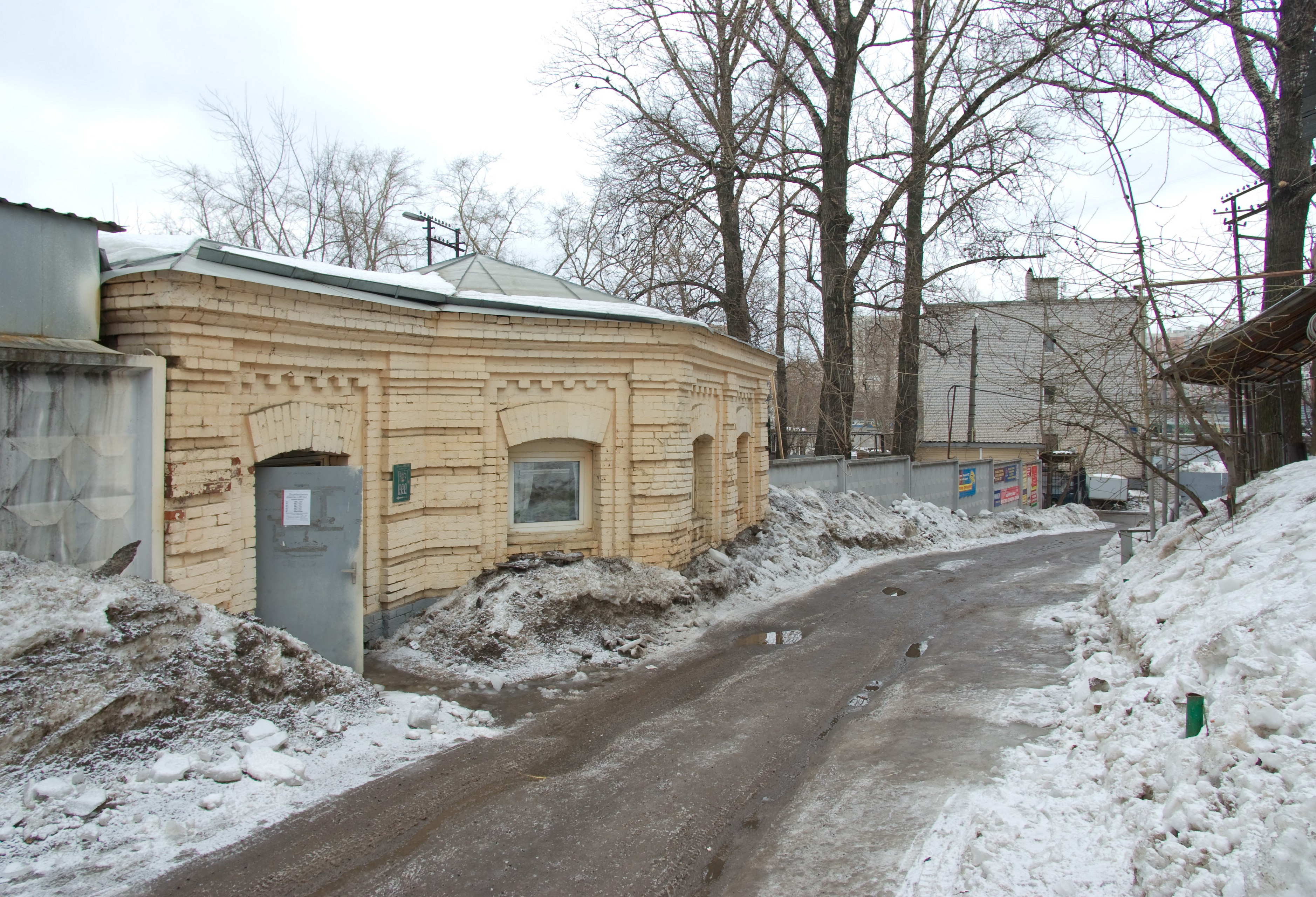
Здание нефтекачки депо, 2011.
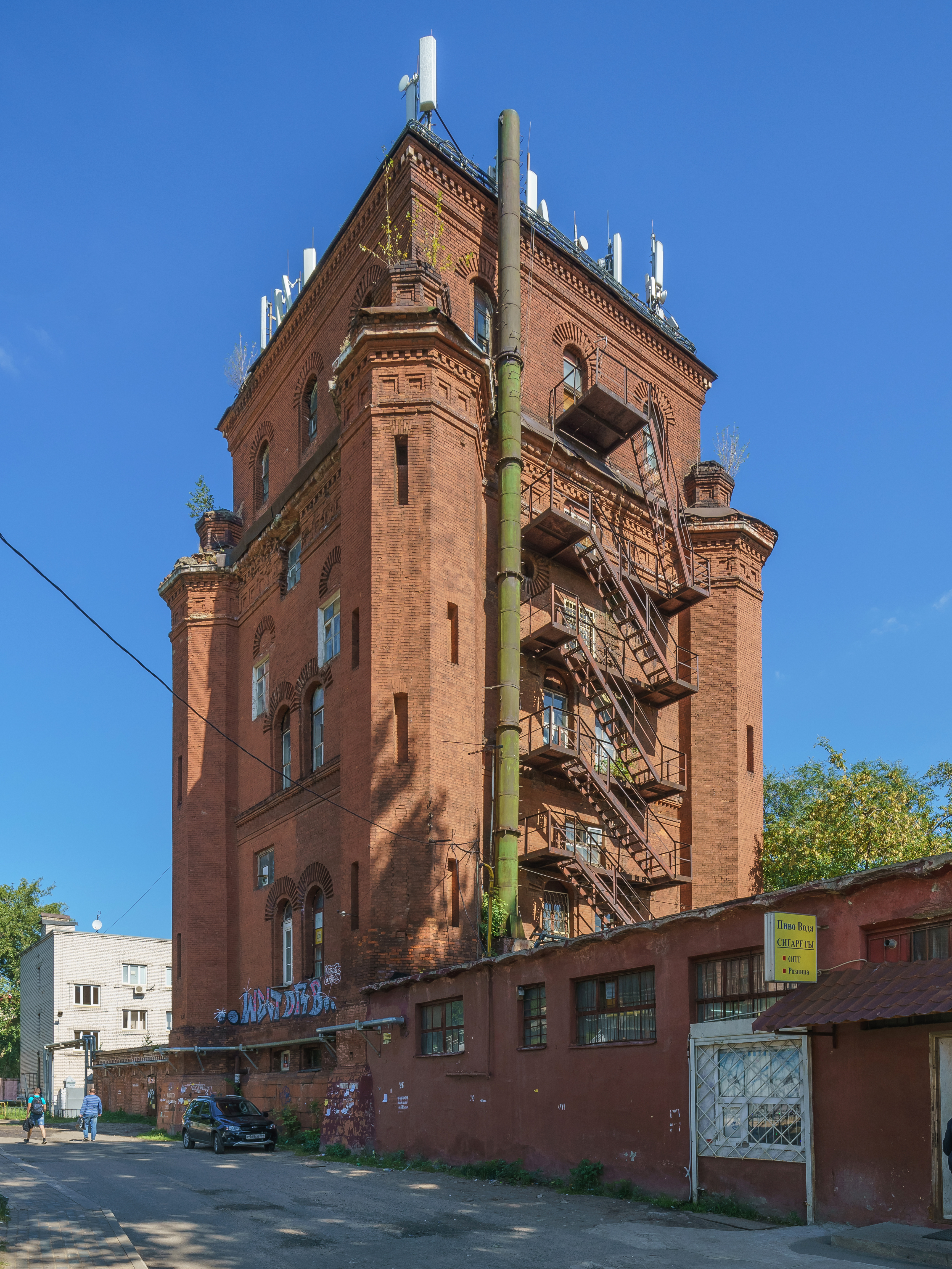
Водонапорная башня, 2018.
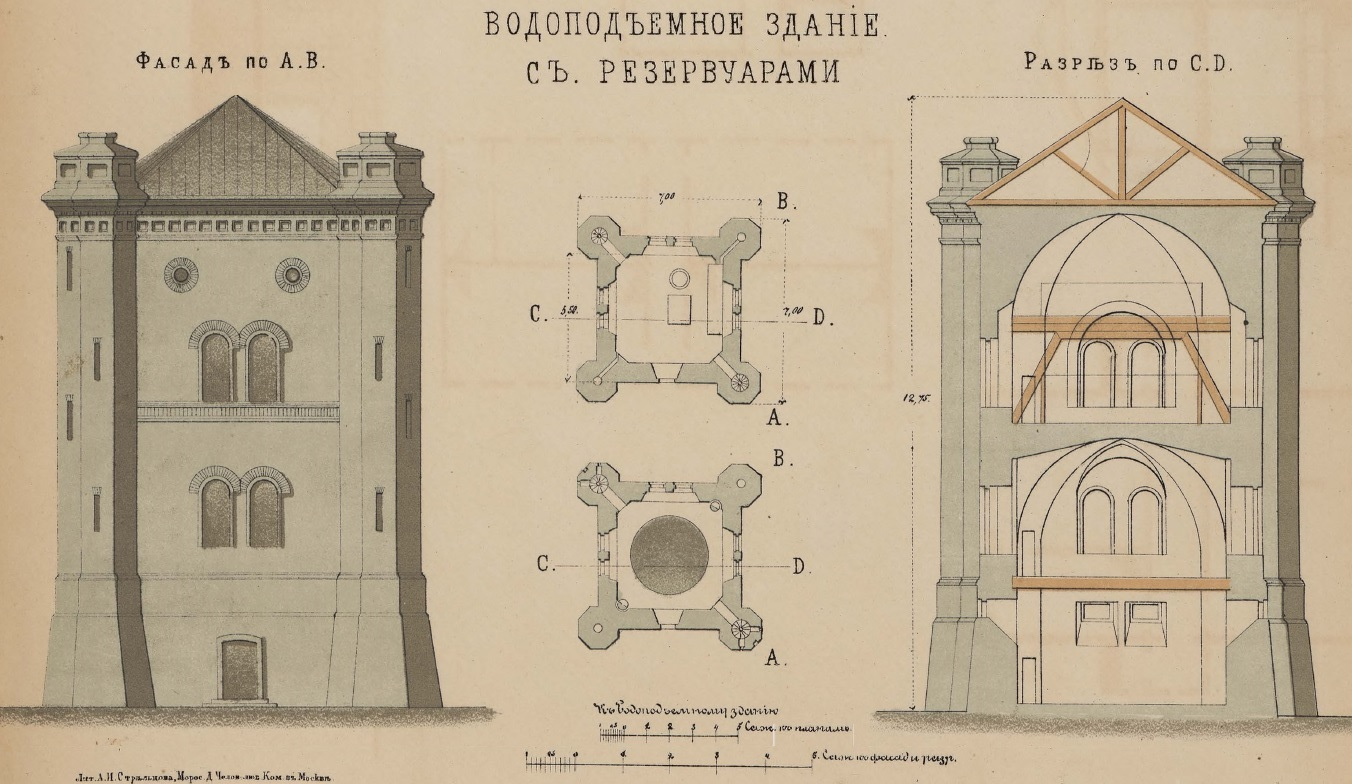
Чертёж водонапорной башни